# Bahnhof Neustadt (Sachs)

Der Bahnhof Neustadt (Sachs) ist eine Betriebsstelle der Bahnstrecke Bautzen–Bad Schandau und der hier beginnenden Strecke nach Dürrröhrsdorf auf dem Gemeindegebiet der Stadt Neustadt in Sachsen. Das Empfangsgebäude des Bahnhofes ist ein Kulturdenkmal.

## Geschichte
Der Bahnhof Neustadt besteht seit der Eröffnung der Strecken Bautzen–Bad Schandau und Neustadt (Sachs)–Dürrröhrsdorf am 1. Juli 1877. Das Empfangsgebäude war ein Typenbau, wie er in gleicher Form auf den anderen Bahnhöfen der Strecke Bautzen–Schandau errichtet worden war.
Die höchste Verkehrsleistung im Güterverkehr wurde in den 1970er und 1980er Jahren erreicht. 1976 wurden durchschnittlich 230 Güterwagen täglich im Ein- und Ausgang abgefertigt.
Eine Zäsur war die politische Wende im Osten Deutschlands in den Jahren 1989/90. Innerhalb kürzester Zeit kam es zu einem enormen Rückgang der Verkehrsleistungen im Personen- und Güterverkehr. Mitte der 1990er Jahre genügte bereits ein einziges Nahgüterzugpaar täglich. Zu dieser Zeit wurden vom Bahnhof Neustadt aus nur noch die Anschlussbahnen des Landmaschinenwerkes und des Dachziegelwerkes Langburkersdorf bedient. Bedarfsweise wurden einem Schrott- und einem Kohlehandel Wagen zugeführt.

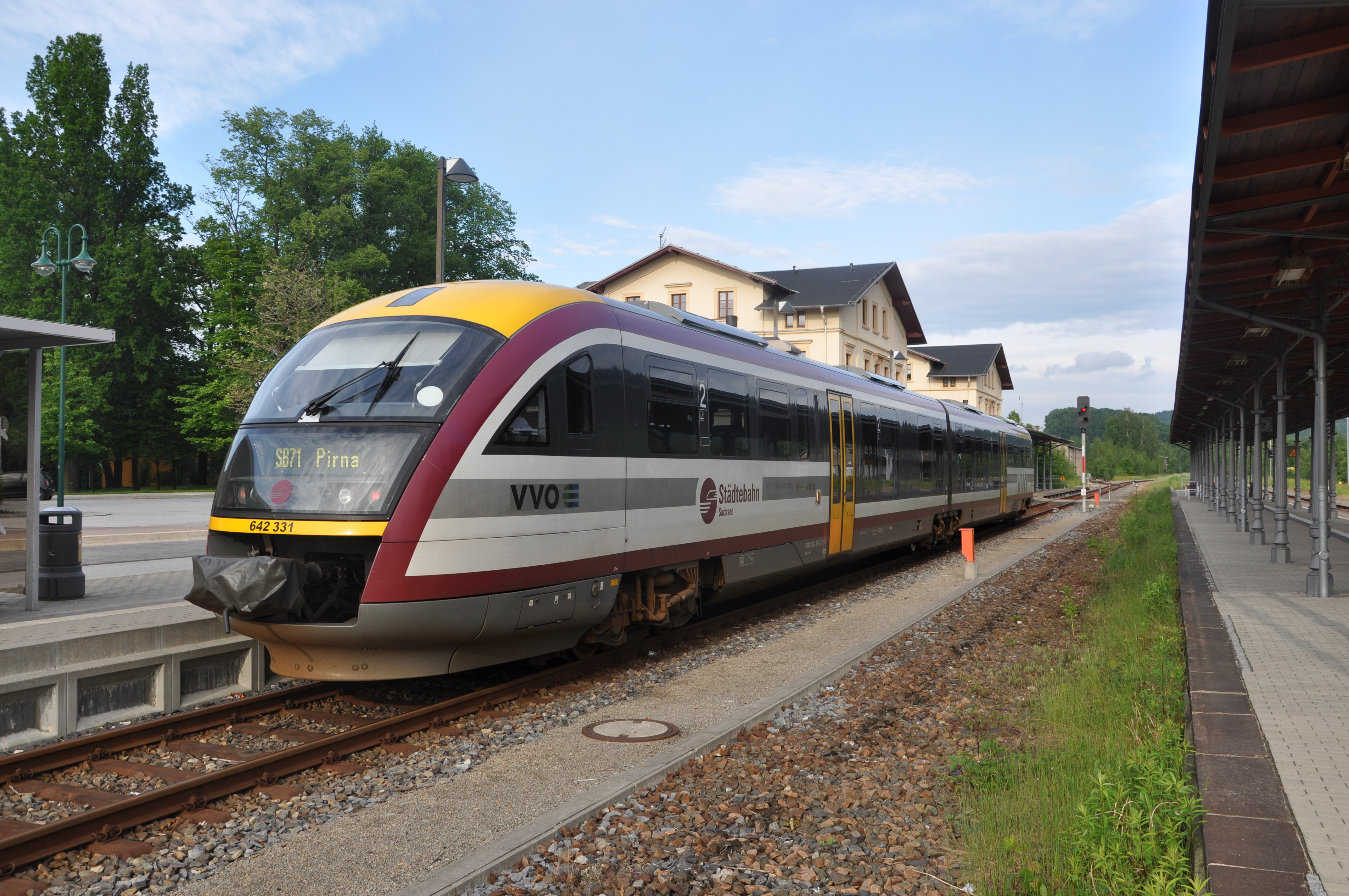
Abfahrbereiter Zug der Linie SB71 nach Pirna am Gleis 1 (2013)

Die Einstellung dieser restlichen Verkehre kam dann infolge des Rationalisierungsprogramms MORA C („Marktorientiertes Angebot Cargo“) 2001. Ein weiterer Bedeutungsverlust entstand mit der Einstellung des Reiseverkehrs in Richtung Bautzen am 12. Dezember 2004. Seitdem wird Neustadt (Sachs) nur noch von den Regionalbahnen der Relation Pirna–Neustadt–Sebnitz–Bad Schandau bedient, die in Neustadt ihre Fahrtrichtung wechseln müssen.
2002 erwarb die Stadt Neustadt in Sachsen das Empfangsgebäude und sanierte es. An der Westseite des Empfangsgebäudes entstand mit Mitteln des Verkehrsverbundes Oberelbe eine moderne ÖPNV-Schnittstelle zum Regionalbusverkehr.
Entsprechend der verringerten Verkehrsbedeutung baute DB Netz den Bahnhof zwischen dem 18. und 25. September 2006 grundlegend um. Die beiden seit 1905/13 bestehenden mechanischen Stellwerke der Bauform Jüdel 1100 mit sächsischem Bahnhofsblock nahm man außer Betrieb. Als Ersatz wurde das bisherige Stellwerk 2 am westlichen Bahnhofskopf mit einem Gleisbildstellwerk der Bauform WSSB GS II DR ausgerüstet. Die bisherigen Formsignale wichen Hl-Lichtsignalen. Für den Zugverkehr stehen seitdem nur noch die Gleise 1 und 3 zur Verfügung, die Gleise 2 und 4 nahm man nach Ausbau der Weichen außer Betrieb. Aus Gleis 1 fahren die Züge Richtung Pirna, aus Gleis 3 nach Sebnitz. Gleis 6 dient als Abstellgleis.
Heute wird der Bahnhof Neustadt (Sachs) im Stundentakt von den Regionalbahnen der Linie RB71 (Pirna–Sebnitz) bedient.

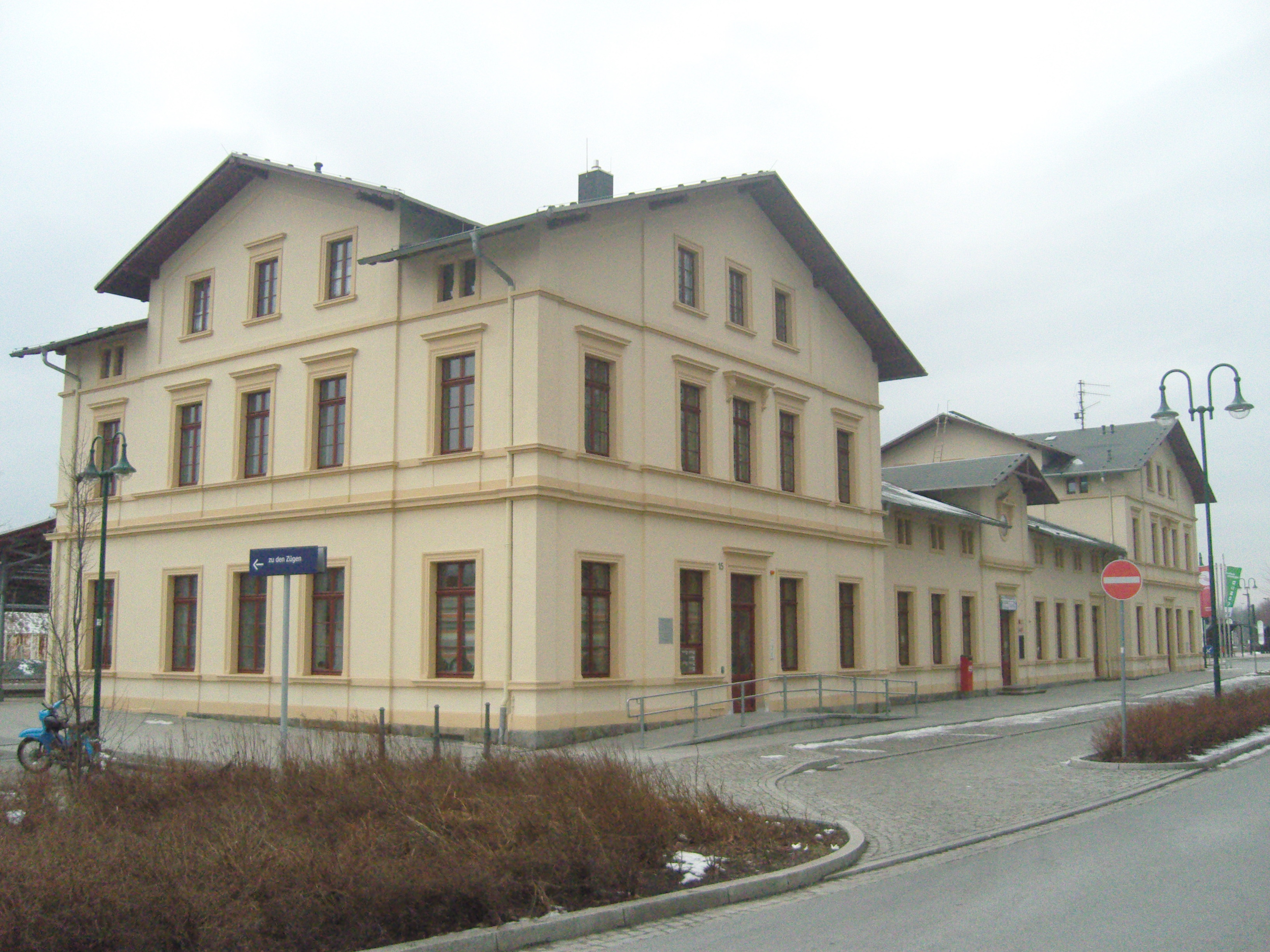
Empfangsgebäude, Straßenseite (2011)
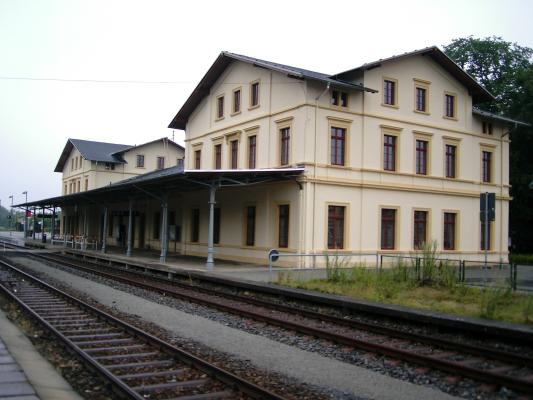
Empfangsgebäude, Gleisseite (2005)
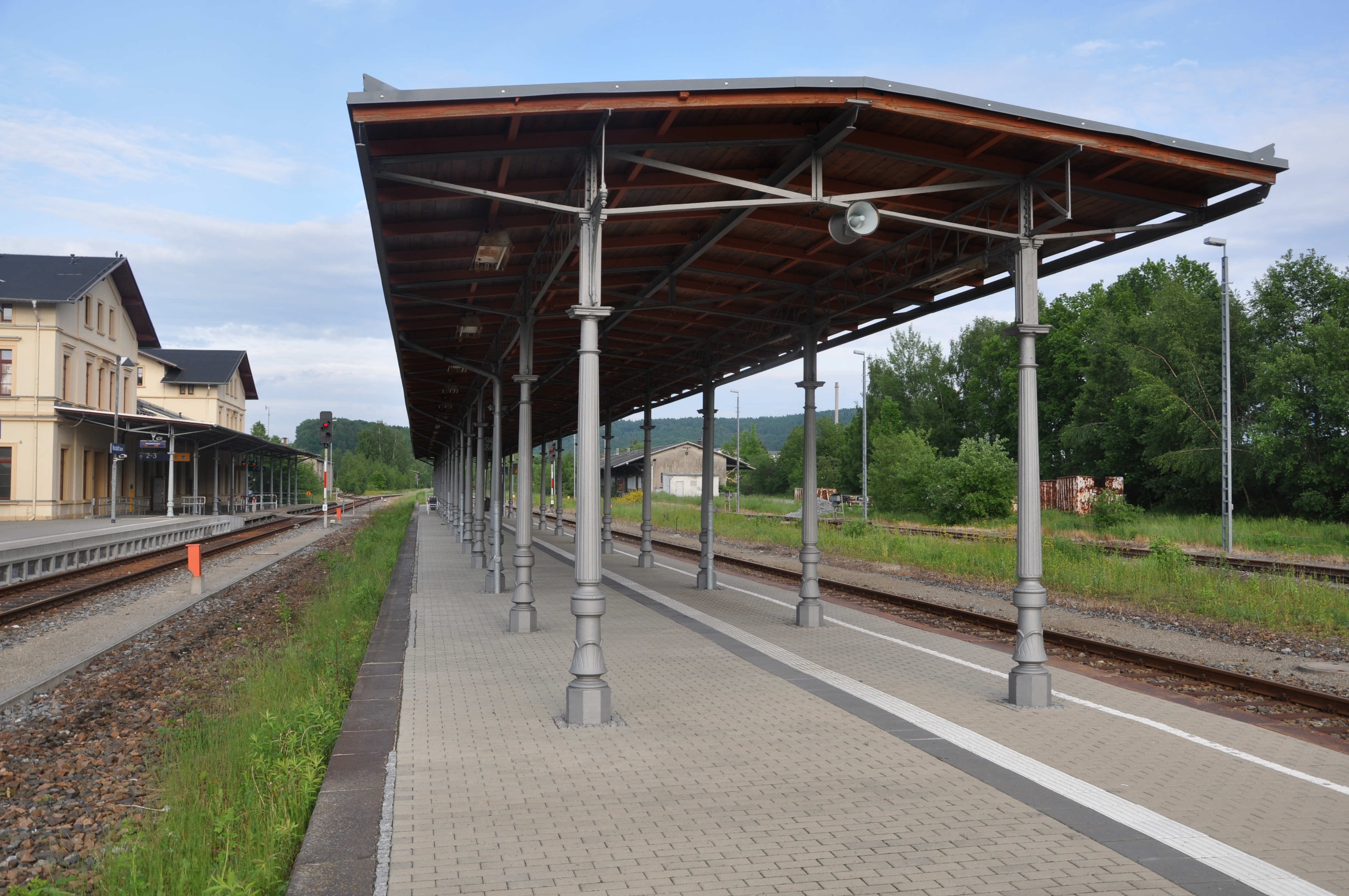
Bahnsteigüberdachung am Mittelbahnsteig (2013)
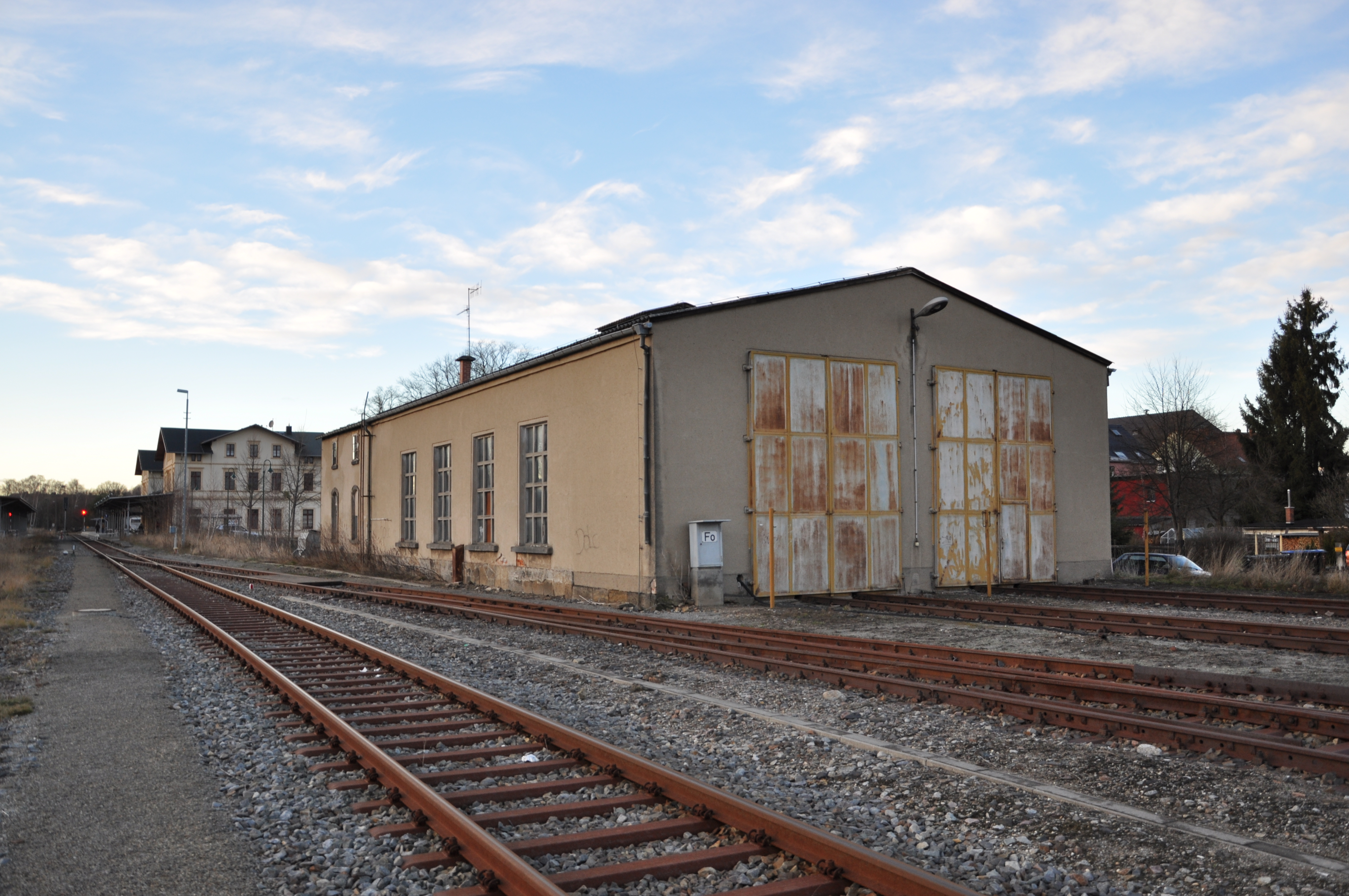
Lokomotivschuppen (2013)

## Anschlussbahnen im Bahnhofsbereich
Fortschritt Landmaschinen
Die Anschlussbahn des VEB Fortschritt Erntemaschinen Neustadt in Sachsen (zuletzt: Case Harvesting Systems) war in Ausdehnung und Verkehrsaufkommen die größte, die vom Bahnhof Neustadt (Sachs) aus bedient wurde. In den 1980er Jahren wurden täglich 40 bis 60 Güterwagen zugeführt, teilweise aber auch bis 200. Für die Kunden in der Sowjetunion wurden die Produkte des Werkes mehrmals wöchentlich in Ganzzügen abgefahren. Dafür stand ein Sammelgleis mit einer Nutzlänge von 427 Metern zur Verfügung.
Nach 1990 setzte das Werk zunehmend auf den Straßentransport. Bis 2001 bediente DB Cargo den Anschluss noch bedarfsweise. Nach der Stilllegung des Werkes (2004) wurde die Anschlussbahn durch den Schwarzbachbahn e. V. abgebaut. Das geborgene Material soll für den musealen Wiederaufbau der Schmalspurbahn Goßdorf-Kohlmühle–Hohnstein genutzt werden.
Emil Schöne
Die Anschlussbahn des Kohlehandels Emil Schöne lag im Bahnhof Neustadt auf der Westseite in Verlängerung von Gleis 7. Zugeführt wurden zumeist Güterwagen mit Braunkohlebriketts. Die Bedienung des Anschlusses endete um 2000.
Konsum-Lager
Das Lager der Konsumgenossenschaft besaß ein Anschlussgleis im Bahnhofsbereich an der Strecke Richtung Dürrröhrsdorf. Es wurde bis 1990 bei Bedarf bedient. 
Emaillierwerk
Das Anschlussgleis des Emaillierwerkes begann im Bahnhof Neustadt auf der Westseite in Verlängerung von Gleis 1.